# GoDaddy Bowl 2014
Match précédent Match suivant
Le GoDaddy Bowl 2014 est un match annuel de football américain universitaire s'étant joué après la saison régulière 2013, le 5 janvier 2014 à 20:00 heures locales (soit le 4 janvier 2014 à 02:00 heures françaises), au Ladd Peebles Stadium à Mobile en Alabama aux États-Unis. Il s'agissait de la 15e édition du GoDaddy Bowl. Le match est sponsorisé par la société Go Daddy.com spécialisée dans l'hébergement de sites web.
Le match était retransmis sur ESPN (radio et télévision) et a mis en présence l'équipe des Arkansas State, co-championne de la Sun Belt Conference à l'équipe des Ball State Cardinals, issue de la Mid-American Conference.
Arkansas State gagne le match 23 à 20.

## Présentation du match
| Équipes | Conférences | Entraîneurs   | Stats. saison rég. |
| --- | ----------- | ------------- | ------------------ |
| Red Wolves d'Arkansas State                                                                                    | Sun Belt    | John Thompson | 7-5                |
| Cardinals de Ball State                                                                                        | MAC         | Pete Lembo    | 10-2               |
| Arbitre : Marc Curles (SEC) Équipe donnée favorite par les bookmakers : Cardinals de Ball State (9,5 contre 1) |             |               |                    |

Les Cardinals jouait leur second GoDaddy Bowl, ayant perdu celui de 2009 (alors dénommé GMAC Bowl) 45 à 13 contre les Tulsa Golden Hurricane. Ils terminent la saison régulière sur un bilan de 10 victoires pour 2 défaites (7-1 en conférence) terminant 2e de la Division Ouest de la MAC.
Les Red Wolves d'Arkansas State jouaient leur 3e GoDaddy Bowl consécutif, ayant gagné l'édition de 2013 17 à 13 contre les Golden Flashes de Kent State après avoir perdu celui de 2012, 20 à 38 contre les Huskies de Northern Illinois. Ils terminent la saison régulière sur un bilan de 7 victoires pour 5 défaites (5-2 en conférence),.
Peu après la fin de saison régulière, leur coach Bryan Harsin les quitte pour l'équipe de Boise State où il avait déjà été employé comme coach assistant de 2001 à 2010. C'est le coordinateur défensif John Thompson qui dirige l'équipe pour le bowl en tant qu'intérimaire comme il l'avait déjà fait lors du bowl précédent en 2013 lorsque coach Gus Malzahn quitta l'équipe pour rejoindre celle d'Auburn.
Ball State était donnée favorite à 9,5 contre 1 par la majorité des journalistes sportifs. Ceux-ci soulignaient le caractère très offensif des deux équipes. D'une part, Ball State se basant principalement sur une remarquable connexion entre son QB Keith Wenning et son WR Willie Snead auquel on pouvait ajouter un jeu de course performant grâce à une ligne offensive forte.
La défense d'Arkansas était estimée assez faible, son jeu étant basé principalement sur les courses de son RB Michael Gordon et de son QB Adam Kennedy.
La défense de Ball State était considérée comme moyenne en termes de points concédés mais assez faible en termes de yards concédés.

Le stade Ladd Peebles Stadium de Mobile en Alabama.

## Résumé du Match[6]
Ball State mène au score à la fin du 1er quart-temps grâce à un TD rapide de Willie Snead consécutif à une passe de son QB Keith Wenning (7-0).
Après un premier quart temps improductif, Arkansas State change de QB (Fredi Knighten remplace Adam Kennedy). Ce remplacement est productif puisque les deux équipes se retrouvent à égalité à la mi-temps (10-10).
En 3e quart-temps, Arkansas State converti 2 FG et mène logiquement 16 à 10 à l'entrée du 4e quart-temps. Dès l'entame de ce dernier quart-temps, Ball State inscrit un FG ramenant le score à 13 à 16. Ils inscrivent même un TD alors qu'il reste moins de 2 minutes à jouer (20 à 16).
Arkansas State répond de suite et inscrit un TD à la passe menant 23 à 20. Ball State a néanmoins l'occasion d'égaliser en toute fin de match mais la tentative de FG est bloquée ce qui donne la victoire à Arkansas State 23 à 20.
| EVOLUTION DU SCORE du GODADDY BOWL 2014 |                              |                              |                              |                              |                              | |       |       |
| QT                                      | Temps                        | Drive                        | Drive                        | Drive                        | Équipe                       | Description de l'action | Score | Score |
|                                         |                              | Jeux                         | Yards                        | TDP                          |                              | | ARST  | BALL  |
| 1                                       | 03:07                        | 14                           | 89                           | 06:37                        | BALL                         | TD de WR Willie Snead à la suite d'une réception d'une passe de 9 yards de QB Keith Wenning + 1 point de conversion poar kicker Scott Secor | 0     | 7     |
| 2                                       | 10:18                        | 5                            | 20                           | 02:31                        | ARST                         | FG de 41 yards par kicker Brian Davis | 3     | 7     |
| 2                                       | 04:09                        | 13                           | 67                           | 06:09                        | BALL                         | FG de 26 yards par kicker Scott Secor | 3     | 10    |
| 2                                       | 00:48                        | 9                            | 63                           | 03:21                        | ARST                         | TD à la suite d'une course d'1 yard par RB Sirgregory Thornton + 1 point de conversion par kicker Brian Davis                               | 10    | 10    |
| 3                                       | 10:45                        | 12                           | 63                           | 04:15                        | ARST                         | FG de 18 yards par kicker Brian Davis | 13    | 10    |
| 3                                       | 07:21                        | 7                            | 18                           | 02:29                        | ARST                         | FG de 29 yards par kicker Brian Davis | 16    | 10    |
| 4                                       | 12:48                        | 11                           | 72                           | 03:41                        | BALL                         | FG de 37 yards par kicker Scott Secor | 16    | 13    |
| 4                                       | 01:33                        | 16                           | 80                           | 06:51                        | BALL                         | TD à la suite d'une course d'1 yard par RB Jahwan Edwards + 1 point de conversion par kicker Scott Secor                                    | 16    | 20    |
| 4                                       | 00:32                        | 5                            | 59                           | 01:01                        | ARST                         | TD par WR Allen Muse à la suite d'une réception d'une passe de 13 yards de QB Fredi Knighten + 1 point de conversion par kicker Brian Davis | 23    | 20    |
| "TDP" = temps de possession.            | "TDP" = temps de possession. | "TDP" = temps de possession. | "TDP" = temps de possession. | "TDP" = temps de possession. | "TDP" = temps de possession. | "TDP" = temps de possession. | 23    | 20    |

## Statistiques
| Statistiques par Équipes               | Statistiques par Équipes | Statistiques par Équipes |
| Statistiques                           | ARST                     | BALL                     |
| -------------------------------------- | ------------------------ | ------------------------ |
| 1er downs                              | 17                       | 27                       |
| Conversion de 3e Down                  | 4/13                     | 9/18                     |
| Conversion de 4e Down                  | 1/1                      | 1/3                      |
| Jeux–yards                             | 65 jeux pour 331 yards   | 83 jeux pour 363 yards   |
| Yards à la course                      | 202                      | 148                      |
| Yards à la passe                       | 129                      | 215                      |
| Passes : Réussies-Tentées-Interceptées | 18/26-1                  | 23/44-1                  |
| TD                                     | 2                        | 2                        |
| Field Goals                            | 3/3                      | 2/3                      |
| Interception(s)                        | 1/33 yards               | 1/ 0 yards               |
| Fumbles (Nombre-Perdus)                | 0/0                      | 1/0                      |
| Pénalités (Nombre/Yards perdus)        | 10/86 yards              | 3/25 yards               |
| Temps de possession                    | 26:36                    | 33:24                    |

| Meilleur Joueur (MVP) | Meilleur Joueur (MVP) | Meilleur Joueur (MVP) |
| --------------------- | --------------------- | --------------------- |
| Nom                   | Équipe                | Poste                 |
| Fredi Knighten        | Arkansas State        | QB                    |

| Statistiques individuelles | Statistiques individuelles | Statistiques individuelles                          |
| -------------------------- | -------------------------- | --------------------------------------------------- |
| Quaterbacks                |                            |                                                     |
| ARST                       | Fredi Knighten             | 15/20, 1 Int., 115 yards , 1 TD                     |
| BALL                       | Keith Wenning              | 23/44, 1 Int., 215 yards, 1 TD                      |
| Meilleurs coureurs         |                            |                                                     |
| ARST                       | Fredi Knighten             | 19 courses, 97 yards                                |
| BALL                       | Jahwan Edwards             | 28 courses, 146 yards, 1 TD                         |
| Meilleurs receveurs        |                            |                                                     |
| ARST                       | J.D. McKissic              | 9 Réc., 72 yards                                    |
| BALL                       | Willie Snead               | 9 Réc., 87 yards, 1 TD                              |
| Meilleurs takleurs         |                            |                                                     |
| ARST                       | Lee, Qushaun               | LB, 8 tackles, 7 assistes , 1 Int (33 yards gagnés) |
| BALL                       | INGLE, Ben                 | LB, 5 tackles, 6 assistes                           |